# Beameromyia disfascia
Beameromyia disfascia är en tvåvingeart som beskrevs av Martin 1957. Beameromyia disfascia ingår i släktet Beameromyia och familjen rovflugor. Inga underarter finns listade i Catalogue of Life.